# Női kajak négyes 500 méter a 2024. évi nyári olimpiai játékokon
A 2024. évi nyári olimpiai játékokon a kajak-kenu női kajak négyes 500 méteres versenyszámát augusztus 6-án és 8-án rendezték. Az aranyérmet az új-zélandi négyes, Lisa Carrington, Alicia Hoskin, Olivia Brett és Tara Vaughan nyerte. Az ezüstérmet a német csapat nyerte meg, míg a Pupp Noémi, Fojt Sára, Csipes Tamara, Gazsó Alida Dóra alkotta magyar egység a harmadik helyen végzett.

## Naptár
A versenyszám futamait az alábbi időpontokban rendezték.
| Dátum              | Időpont | Forduló    |
| ------------------ | ------- | ---------- |
| 2024. augusztus 6. | 10:00   | Előfutamok |
| 2024. augusztus 8. | 11:40   | Elődöntők  |
| 2024. augusztus 8. | 13:40   | Döntő      |

## Eredmények

### Előfutamok
Az első három helyezett döntőbe (FA) jutott, a többi versenyző az elődöntőbe (SF) került.
1. futam
| Helyezés | Pálya | Név                                                                         | Nemzet        | Idő     | Mj |
| -------- | ----- | --------------------------------------------------------------------------- | ------------- | ------- | -- |
| 1.       | 6     | Lisa Carrington Alicia Hoskin Olivia Brett Tara Vaughan                     | Új-Zéland     | 1:32,40 | FA |
| 2.       | 4     | Sara Ouzande Estefanía Fernández Carolina García Teresa Portela             | Spanyolország | 1:32,92 | FA |
| 3.       | 5     | Karolina Naja Anna Puławska Adrianna Kąkol Dominika Putto                   | Lengyelország | 1:33,87 | FA |
| 4.       | 7     | Maria Virik Anna Margrete Sletsjoe Hedda Oritsland Kristine Strand Amundsen | Norvégia      | 1:34,28 | SF |
| 5.       | 3     | Anastazija Bajuk Milica Novaković Marija Dostanić Dunja Stanojev            | Szerbia       | 1:36,40 | SF |

2. futam
| Helyezés | Pálya | Név                                                                                               | Nemzet       | Idő     | Mj |
| -------- | ----- | ------------------------------------------------------------------------------------------------- | ------------ | ------- | -- |
| 1.       | 5     | Paulina Paszek Jule Hake Pauline Jagsch Sarah Brüßler                                             | Németország  | 1:32,34 | FA |
| 2.       | 6     | Pupp Noémi Fojt Sára Csipes Tamara Gazsó Alida Dóra                                               | Magyarország | 1:33,42 | FA |
| 3.       | 4     | Li Tung-jin (Li Dongyin) Jin Meng-tie (Yin Mengdie) Vang Nan (Wang Nan) Szun Jüe-ven (Sun Yuewen) | Kína         | 1:33,64 | FA |
| 4.       | 3     | Ella Beere Alyssa Bull Alexandra Clarke Yale Steinpreis                                           | Ausztrália   | 1:34,60 | SF |
| 5.       | 7     | Courtney Stott Natalie Davison Riley Melanson Toshka Besharah-Hrebacka                            | Kanada       | 1:37,87 | SF |

### Elődöntő
Az első két helyezett a döntőbe (FA) jutott.
| Helyezés | Pálya | Név                                                                         | Nemzet     | Idő     | Mj |
| -------- | ----- | --------------------------------------------------------------------------- | ---------- | ------- | -- |
| 1.       | 4     | Ella Beere Alyssa Bull Alexandra Clarke Yale Steinpreis                     | Ausztrália | 1:34,25 | FA |
| 2.       | 5     | Maria Virik Anna Margrete Sletsjoe Hedda Oritsland Kristine Strand Amundsen | Norvégia   | 1:34,77 | FA |
| 3.       | 3     | Anastazija Bajuk Milica Novaković Marija Dostanić Dunja Stanojev            | Szerbia    | 1:35,25 |    |
| 4.       | 6     | Courtney Stott Natalie Davison Riley Melanson Toshka Besharah-Hrebacka      | Kanada     | 1:39,24 |    |

### Döntő
| Helyezés | Pálya | Név                                                                                               | Nemzet        | Idő     | Mj |
| -------- | ----- | ------------------------------------------------------------------------------------------------- | ------------- | ------- | -- |
| Arany    | 5     | Lisa Carrington Alicia Hoskin Olivia Brett Tara Vaughan                                           | Új-Zéland     | 1:32,20 |    |
| Ezüst    | 4     | Paulina Paszek Jule Hake Pauline Jagsch Sarah Brüßler                                             | Németország   | 1:32,62 |    |
| Bronz    | 6     | Pupp Noémi Fojt Sára Csipes Tamara Gazsó Alida Dóra                                               | Magyarország  | 1:32,93 |    |
| 4.       | 7     | Karolina Naja Anna Puławska Adrianna Kąkol Dominika Putto                                         | Lengyelország | 1:33,17 |    |
| 5.       | 2     | Li Tung-jin (Li Dongyin) Jin Meng-tie (Yin Mengdie) Vang Nan (Wang Nan) Szun Jüe-ven (Sun Yuewen) | Kína          | 1:33,57 |    |
| 6.       | 3     | Sara Ouzande Estefanía Fernández Carolina García Teresa Portela                                   | Spanyolország | 1:34,51 |    |
| 7.       | 1     | Maria Virik Anna Margrete Sletsjoe Hedda Oritsland Kristine Strand Amundsen                       | Norvégia      | 1:35,02 |    |
| 8.       | 8     | Ella Beere Alyssa Bull Alexandra Clarke Yale Steinpreis                                           | Ausztrália    | 1:35,96 |    |